# Setaphis algerica
Setaphis algerica är en spindelart som först beskrevs av Raymond Comte de Dalmas 1922.  Setaphis algerica ingår i släktet Setaphis och familjen plattbuksspindlar. Inga underarter finns listade i Catalogue of Life.